# 三氯乙酸钠
三氯乙酸钠（英語：Sodium trichloroacetate）是一种化学式为CCl3CO2Na的化合物，可用于RNA转录过程中，增加精准性。